# Église Saint-Martin de Formigny
Pour les articles homonymes, voir Église Saint-Martin.
L'église Saint-Martin est une église catholique située à Formigny, en France.

## Localisation
L'église est située dans le département français du Calvados, sur la commune de Formigny.

## Historique
L'édifice est classé au titre des monuments historiques en 1840.